# Mosaik Live – Die Arena Tour
Mosaik Live – Die Arena Tour ist das dritte Livealbum der deutschen Schlagersängerin Andrea Berg.

## Entstehung
Das Album basiert auf dem Album Mosaik und der dazugehörigen Tournee. Das Album ist ein Mitschnitt des Konzertes vom 15. Februar 2020 aus Wien, eins der letzten Konzerte bevor die Tournee wegen der Corona-Pandemie unterbrochen werden musste. Das Album besteht aus zwei CDs und einer DVD.

## Trackliste

### CD 1
1. Mosaik
2. Unendlichkeit
3. Lust auf pures Leben / Märchenschloss
4. Ich sterbe nicht noch mal
5. Du kannst noch nicht mal richtig lügen
6. Ich würd dich so gern wiedersehn
7. Geh deinen Weg
8. Kilimandscharo
9. Neonlicht
10. Ich werde lächeln wenn du gehst
11. Das kann kein Zufall sein
12. Lass uns keine Zeit verliern
13. Sternenträumer
14. Im nächsten Leben
15. Feuervogel
16. Steh auf
17. Der letzte Tag im Paradies
18. Nicht irgendwann
19. Hallo Houston
20. Ich schieß dich auf den Mond

### CD 2
1. Schenk mir einen Stern
2. Die geheimen Träumer
3. Himmel auf Erden
4. Die Band & Diese Nacht ist jede Sünde wert
5. Jung, verliebt und frei
6. Und wenn ich geh / Solang die Erde sich dreht / Auch heute noch / Diese Nacht soll nie enden / Tango Amore
7. Over the rainbow
8. Die Gefühle haben Schweigepflicht
9. Ja ich will
10. Du hast mich tausendmal belogen
11. Ich liebe das Leben
12. Mosaik (Balladen Version)
13. Danke, dass es dich gibt (Bonus)
14. Ab sofort wird gelebt (Bonus)
15. Es geht mir gut (Bonus)
16. Das Wunder des Lebens (Bonus)

### Videoalbum
1. Mosaik
2. Unendlichkeit
3. Ich sterbe nicht noch mal
4. Wenn du mich willst dann küss mich doch
5. Ich würd dich so gern wiedersehn
6. Geh deinen Weg
7. Kilimandscharo
8. Neonlicht
9. Lass uns keine Zeit verliern
10. Sternenträumer
11. Im nächsten Leben
12. Feuervogel
13. Steh auf
14. Nicht irgendwann
15. Hallo Houston
16. Ich schieß dich auf den Mond
17. Die geheimen Träumer
18. Himmel auf Erden
19. Die Band & Jung, verliebt und frei
20. Und wenn ich geh / Solang die Erde sich dreht / Auch heute noch / Diese Nacht soll nie enden / Tango Amore
21. Over the rainbow
22. Die Gefühle haben Schweigepflicht
23. Ja ich will
24. Du hast mich tausendmal belogen
25. Mosaik (Balladen Version)
26. Danke, dass es dich gibt (Bonus)
27. Ab sofort wird gelebt (Bonus)
28. Es geht mir gut (Bonus)
29. Das Wunder des Lebens (Bonus)

## Chartplatzierungen
Aufgrund von Addiotionsregeln erreichte das Album keine separaten Chartplatzierungen. Die Verkäufe wurden dem Nummer-eins-Album Mosaik hinzuaddiert.